# Антоніо Таяні
Анто́ніо Таяні (італ. Antonio Tajani, нар. 4 серпня 1953, Рим) — італійський політичний діяч, голова Європарламенту, єврокомісар з питань промисловості та підприємництва, також один з п'ятьох заступників Голови Європейської Комісії Баррозу. Міністр закордонних справ Італії з 22 жовтня 2022 року в уряді Джорджі Мелоні.
Закінчив юридичний факультет Університету «Ла Сапіенца» в Римі, працював на радіо. У 1994 був обраний депутатом Європарламенту; був очільником партії «Вперед, Італіє» в ЄП, а також учасником багатьох комісій та делегацій. У травні 2008 замінив Франко Фраттіні на місці представника Італії в Єврокомісії. За його призначення на посаду комісара з питань транспорту проголосували 507 депутатів Європарламенту; проти — 53.
9 лютого 2010 в оновленому складі Єврокомісії отримав портфель комісара з питань промисловості та підприємництва, а також залишився на посаді віце-очільника ЄК.
17 січня 2017 Антоніо Таяні обраний президентом Європейського парламенту. 22 жовтня 2022 року став міністром закордонних справ Італії в уряді Джорджі Мелоні.

## Кар'єра
- Захист із права в Римському університеті «Ла Сапієнца».
- 1982: професійний журналіст, редактор відділу парламентських справ тижневика Il settimanale.
- 1982: диктор програми новин Radio 1 телерадіокомпанії RAI.
- 1983: керівник римської редакції газети Il Giornale, що належить родині Сільвіо Берлусконі.
- Спеціальний посланець до Лівану, Радянського Союзу і Сомалі.
- 1994: речник прем'єр-міністра Італії Сільвіо Берлусконі.
- 2001: депутат Римської міської ради.
- З 2002: заступник голови Європейської народної партії.

## Нагороди
- Орден князя Ярослава Мудрого III ст. (Україна, 4 вересня 2023) — за вагомий особистий внесок у зміцнення міждержавного співробітництва, підтримку державного суверенітету та територіальної цілісності України, популяризацію Української держави у світі[5].